# 彩虹糖
彩虹糖（Skittles）是一种果味糖果的品牌，目前由玛氏食品的子公司箭牌股份有限公司进行生产。彩虹糖有硬质糖衣，上面印有字母S。糖衣内容物主要是糖和玉米糖浆，还有食用氢化油、棕榈油，还包括果汁、柠檬酸、食用香料。 彩虹糖以不同的口味出售，如热带水果，或蓝莓等。

## 历史与概况
彩虹糖首先是由一家英国公司在1974年开始出售的。 在1979年以进口糖果的形式引入北美。 在1982年，美国国内开始生产彩虹糖。2009年3月2日，彩虹糖发起了一次網路市场营销活动，在这次营销活动中，彩虹糖在YouTube、Facebook、Twitter等社交网站上分别注册了帐户。 这一活动在喜爱社交网络的用户之中引起了争论。

## 不同口味
彩虹糖有包括酸味在内的多种口味及颜色。最近，在彩虹糖的Facebook页面上，不断出现将推出新口味的提示，如“Locking myself in the Rainbow kitchen until I see some results!”。最新的更新确认了这一新口味（“Putting the last touches on a new Skittles flavor. Tweak the Rainbow.”）.